# Списак крсних слава градова и општина
Списак крсних слава градова и општина је списак градова и општина које званично имају своју крсну славу, њихових слава и датума када се славе.

## Србија

### Градови
- Београд — Вазнесење Господње (Спасовдан — 10 дана пре Духова)
- Нови Сад — пренос моштију Светог Ђорђа (Ђурђиц —16. новембар)
- Ниш — Свети цар Константин и царица Јелена (3. јун) —
- Шабац — Рођење пресвете Богородице (Мала Госпојина — 21. Септембар)

### Београдскеопштине
- Вождовац — Свети Андреј Првозвани (13. децембар) [мртва веза]
- Врачар — Свети Сава (27. јануар)
- Гроцка — Света Петка (27. октобар)
- Звездара — Сретење Господње (15. фебруар)
- Земун — Воздвижење Часног Крста (Крстовдан — 27. септембар)
- Лазаревац — Силазак Светог Духа на апостоле (Тројице) [мртва веза]
- Нови Београд — Покров Пресвете Богородице (14.. октобар)
- Обреновац — Силазак Светог Духа на апостоле (Тројице)
- Палилула — Свети апостол и јеванђелиста Марко (Марковдан, 8. мај)
- Раковица — Покров Пресвете Богородице (14. октобар)
- Савски венац — Вазнесење Господње (Спасовдан) —
- Стари Град — Цвети (недеља пред Ускрс)
- Сурчин — Мала Госпојина [мртва веза]
- Чукарица — Силазак Светог Духа на апостоле (Тројице)

### Општинецентралне Србије
- Бајина Башта — Пренос моштију Светог Саве Српског (19. мај)[1]
- Житорађа — Петровдан
- Крушевац — Силазак Светог Духа на апостоле (Тројице)
- Лесковац — Силазак Светог духа на апостоле (Света Тројица) [мртва веза]
- Осечина — Свети Николај Српски
- Пантелеј — Свети великомученик Пантелејмон (9. август)
- Смедеревска Паланка — Силазак Светог Духа на апостоле (Тројице) [мртва веза]
- Топола — Рођење Пресвете Богородице (Мала Госпојина, 21. септембар)
- Трстеник — Силазак Светог Духа на апостоле (Тројице) [мртва веза]

### ОпштинеВојводине
- Кикинда — летњи Свети Никола (22. мај)
- Сремска Митровица — Свети великомученик Димитрије (Димитровдан) [мртва веза]
- Шид — пренос моштију Светог Николаја Миркилијски (летњи Свети Никола) [мртва веза]

### ОпштинеКосова и Метохије
- Штрпце — Свети Николај Чудотворац Мирликијски (16. децембар, Никољдан)  Архивирано на веб-сајту  (31. октобар 2020)

## Босна и Херцеговина

### ГрадовиРепублике Српске
- Бања Лука — Спасовдан[2]
- Бијељина — Свети Пантелејмон[3]
- Добој — Преображење Господње[4]
- Зворник — Света Петка Трнова[5]
- Источно Сарајево — Свети Петар Сарајевски[6]
- Приједор — Силазак светог Духа на апостоле (Тројице)[7]
- Требиње — Преображење Господње[8]

### ОпштинеРепублике Српске
- Берковићи — Видовдан[9]
- Билећа — Свети Сава[10]
- Братунац — Ђурђевдан[11]
- Брод — Покров Пресвете Богородице[12]
- Вишеград — Мала Госпојина[13]
- Власеница — Петровдан[14]
- Вукосавље — Свети Василије Острошки
- Гацко — Силазак светог Духа на апостоле (Тројице)[15]
- Градишка — Мала Госпојина[16]
- Дервента — Велика Госпојина[17]
- Доњи Жабар — Покров Пресвете Богородице[18]
- Добој — Преображење[19]
- Источна Илиџа - Ђурђевдан[20]
- Источни Дрвар - Блажена Марија[21]
- Источни Мостар - Огњена Марија[22]
- Источни Стари Град - Свети Пантелејмон[23]
- Источно Ново Сарајево - Спасовдан[24]
- Језеро - Видовдан[25]
- Калиновик - Петровдан[26]
- Кнежево - Мала Госпојина[27]
- Козарска Дубица - Свети ђакон Авакум[28]
- Костајница - Силазак светог Духа на апостоле (Тројице)[29]
- Котор Варош - Свети апостол Лука[30]
- Крупа на Уни - Свети апостол Лука[31]
- Купрес - Силазак светог Духа на апостоле (Тројице)[32]
- Лакташи - Покров Пресвете Богородице[33]
- Лопаре - Ђурђевдан[34]
- Љубиње - Мала Госпојина[35]
- Милићи - Свети пророк Илија[36]
- Модрича - Видовдан[37]
- Мркоњић Град - Свети пророк Илија[38]
- Невесиње - Спасовдан[39]
- Нови Град - Петровдан[40]
- Осмаци - Силазак светог Духа на апостоле (Тројице)[41]
- Оштра Лука - Свети пророк Илија[42]
- Пале - Велика Госпојина[43]
- Пелагићево - Свети пророк Илија[44]
- Петровац - Свети пророк Илија[45]
- Петрово - Михољдан[46]
- Прњавор - Преображење Господње[47]
- Рибник - Мала Госпојина[48]
- Рогатица - Преображење Господње[49]
- Рудо - Петровдан[50]
- Соколац - Свети пророк Илија[51]
- Србац - Покров Пресвете Богородице[52]
- Сребреница - Покров Пресвете Богородице[53]
- Станари - Свети апостол Марко[54]
- Теслић - Сабор Светог Архангела Гаврила [55]
- Трново - Петровдан[56]
- Угљевик - Света Петка Параскева[57]
- Фоча - Пренос моштију Светог Николаја[58]
- Чајниче - Велика Госпојина[59]
- Челинац - Сабор Светог Архангела Гаврила[60]
- Шамац - Митровдан[61]
- Шековићи - Велика Госпојина[62]
- Шипово - Митровдан[63]